# Burcht Liebenzell
Burcht Liebenzell is een hoogteburcht op een lagere top op de helling van de Schlossberg boven de stad Bad Liebenzell in de Duitse deelstaat Baden-Württemberg. Ze ligt op een hoogte van 450 m en was ooit de belangrijkste burcht in het Zwarte Woud.

## Geschiedenis
De burcht werd in de 12e eeuw gebouwd door de graven van Calw. In 1196 worden de graven van Eberstein als eigenaren genoemd. Van 1220 tot 1230 werd de burcht uitgebreid. De laatste ridder Ludwig von Liebenzell, die door de graven van Eberstein tot slotvoogd was benoemd, gaf de burcht in 1273 over aan de Duitse Orde, die ze een jaar later aan markgraaf Rudolf von Baden verkocht. Aan het begin van de 16e eeuw raakte de burcht, met uitzondering van de schildmuur en de bergfried, in verval.
In 1954 werd de burcht op initiatief van politicus en jeugdleider Gustav-Adolf Gedat (1903-1971) herbouwd,
om een plek te creëren voor internationale ontmoetingen voor jongeren. Jongeren van over de hele wereld hielpen bij de wederopbouw van de burcht. Sindsdien is de burcht eigendom van het Internationales Forum Burg Liebenzell, een academie voor politieke opvoeding en internationale jongerenuitwisseling. In de burcht bevindt zich een café-restaurant dat seizoensgebonden geopend is voor het publiek.

## Beschrijving
De plattegrond van de burcht is een onregelmatige vijfhoek met aan een zijde een 2,7 meter dikke en 17,5 meter hoge schildmuur. In de schildmuur is een vierkante, 32 meter hoge bergfried geïntegreerd. De basis van deze verdedigingstoren meet circa 9 bij 9 meter en de wanddikte bedraagt twee meter. De toren kan worden beklommen als uitkijktoren.

## Afbeeldingen

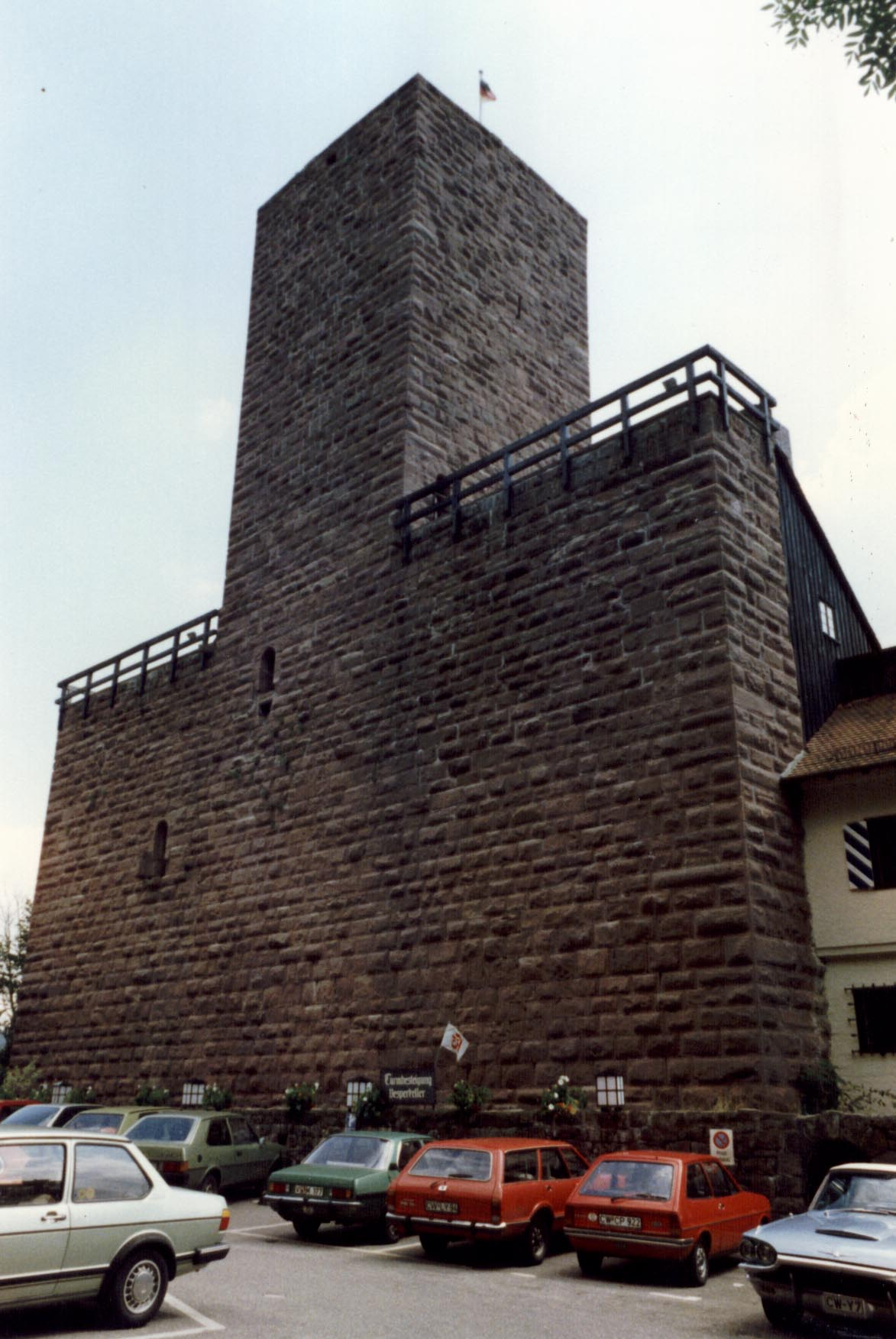
Schildmuur met geïntegreerde bergfried
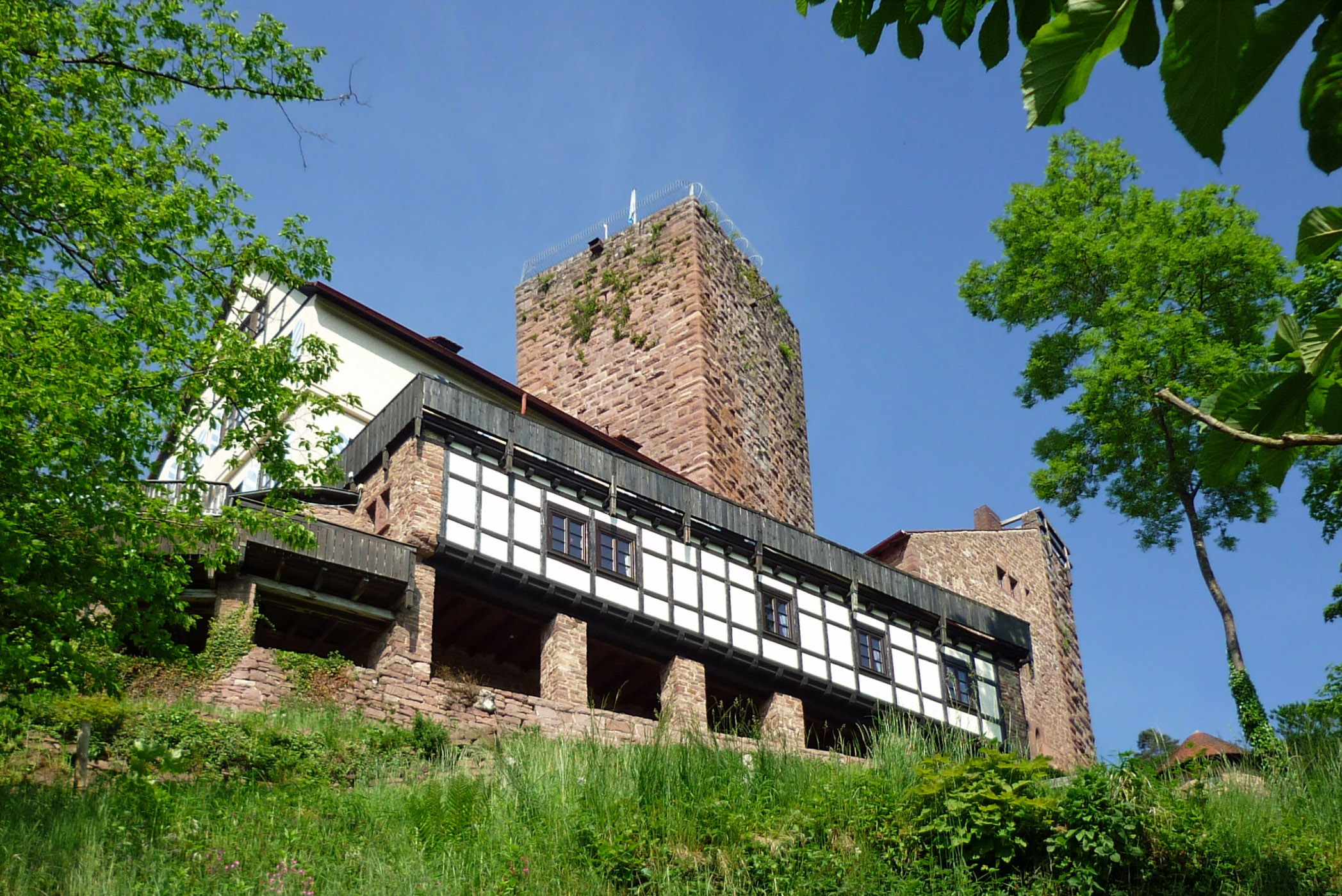
Blik op het restaurant
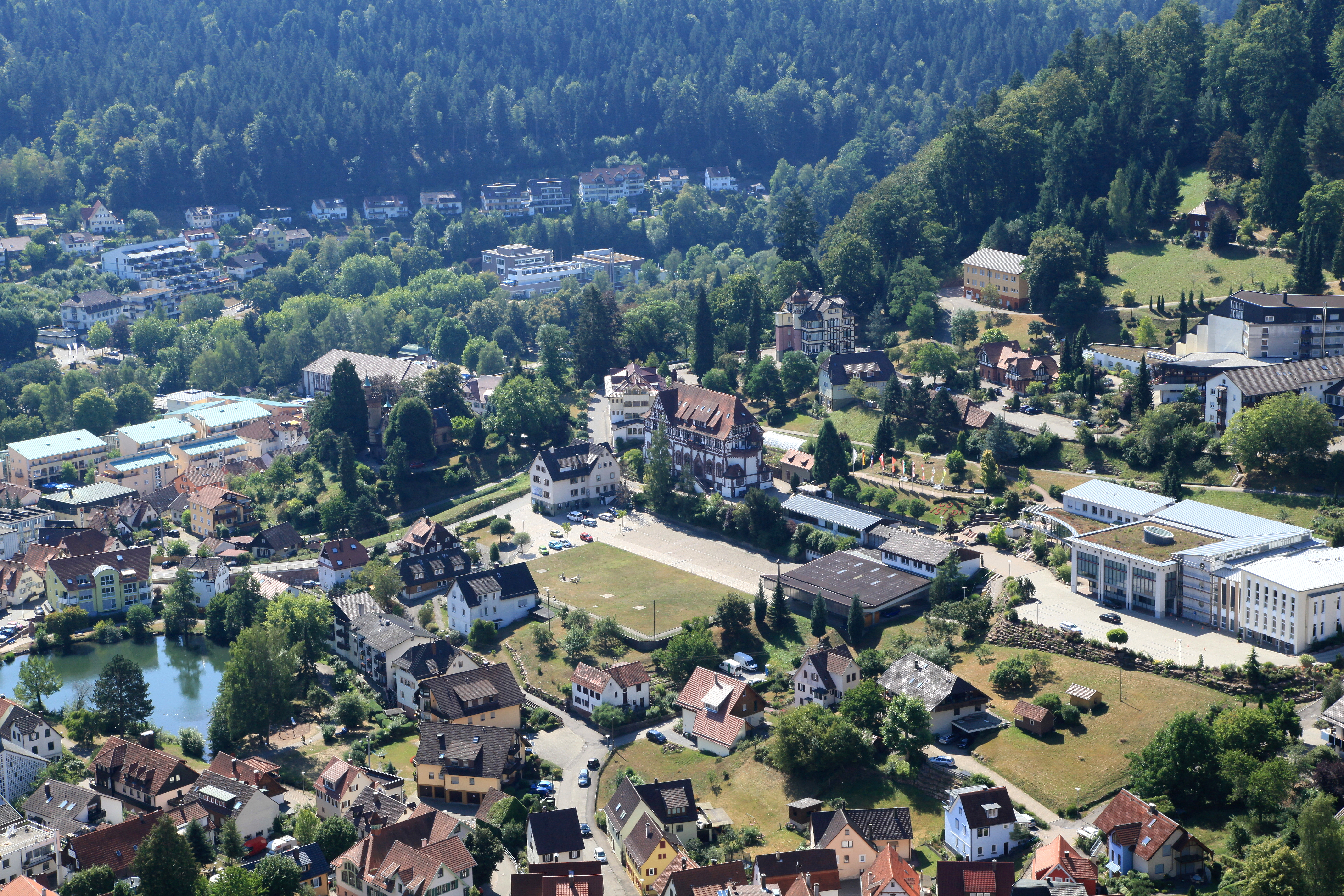
Blik vanaf de toren